# Capitani d'aprile
Capitani d'aprile (Capitães de Abril) è un film del 2000 diretto da Maria de Medeiros.
La storia è basata sul colpo di Stato militare, che avvenne in Portogallo il 25 aprile 1974.

## Trama
Nella notte tra il 24 ed il 25 aprile 1974, la radio emette una canzone proibita: Grândola, Vila Morena. Potrebbe trattarsi di un semplice atto d'insubordinazione da parte di uno speaker ribelle ma, in realtà, è il secondo dei segnali programmati del colpo di Stato militare che cambierà completamente il volto del paese, soggetto alla dittatura dell'Estado Novo da quasi 50 anni, e il destino delle colonie portoghesi in Africa e in Asia.
Al suono della voce del poeta e cantautore José Afonso, le truppe insorte occupano le caserme. A quasi tre ore all'alba, marciano verso Lisbona. A distanza di poco tempo dal triste evento militare in Cile, la Rivoluzione dei garofani si distingue per il carattere avventuriero, ma anche pacifico e lirico del suo svolgimento.
Queste 24 ore di rivoluzione vengono vissute da tre personaggi principali: due capitani e una donna che è professoressa di letteratura e giornalista.

## Produzione
Capitani d'aprile è il primo lungometraggio di Maria de Medeiros in veste di regista. In questo modo rende omaggio a quei giovani soldati che salvarono la sua patria da troppo tempo oppressa.
Maria de Medeiros aveva solo 9 anni quando avvenne la Rivoluzione dei garofani, il 25 aprile 1974.

## Riconoscimenti
- Presentato nella sezione "Un Certain Regard" al Festival di Cannes, 2000.
- Premio del Pubblico al Festival de Arcachon.
- Premio del miglior film al São Paulo International Film Festival, 2000.
- Premio del miglior film e miglior attrice (Maria de Medeiros), al Globos de Ouro, 2001.